# Дискография Daft Punk
Дискография французского электронного дуэта Daft Punk насчитывает четыре студийных альбома, два концертных альбома, три альбома ремиксов, один сборник, один саундтрек, семнадцать синглов и видеоклипов. Дуэт образован парижскими музыкантами Томасом Бангальте и Ги-Мануэлем де Омем Кристо, которые познакомились в 1987 году. Первый сингл Daft Punk, «The New Wave», был выпущен в 1994 году на лейбле Soma Quality Recordings. В 1996 году коллектив подписал контракт с Virgin Records и продолжил работу над дебютным альбомом Homework, который был выпущен в 1997 году.
Второй альбом, Discovery, вышел в 2001 году. Одновременно с ним был выпущен совместный музыкальный аниме-фильм Daft Punk, Лэйдзи Мацумото и Кадзухиса Такэноти под названием Interstella 5555: The 5tory of the 5ecret 5tar 5ystem, ставший визуальной реализацией альбома. Позже в том же году вышел первый концертный альбом группы, Alive 1997.
В 2005 году был выпущен третий студийный альбом дуэта, Human After All. Daft Punk планировали срежиссировать несколько видеоклипов для альбома, однако наработанный материал в итоге перерос полнометражный художественный фильм Daft Punk's Electroma, выпущенный в 2006 году. В том же году группа выпустила сборник-антологию Musique Vol. 1 1993—2005, а летом 2006 Daft Punk сыграли ряд успешных живых выступлений, которые привели к турне под названием Alive 2006/2007, а запись одного из выступлений вошла во второй концертный альбом Alive 2007. В 2010 году группа стала автором саундтрека к фильму «Трон: Наследие», который был выпущен как отдельный альбом.

## Альбомы

### Студийные альбомы
| Год                                                                          | Подробности альбома                                                                                | Высшие позиции в чартах | Высшие позиции в чартах | Высшие позиции в чартах | Высшие позиции в чартах | Высшие позиции в чартах | Высшие позиции в чартах | Высшие позиции в чартах | Высшие позиции в чартах | Высшие позиции в чартах | Высшие позиции в чартах | Высшие позиции в чартах | Сертификации (количество продаж)                                                                    |
| Год                                                                          | Подробности альбома                                                                                | FRA                     | AUS                     | BEL (FR)                | BEL (NL)                | CAN                     | FIN                     | GER                     | SWE                     | UK                      | USA                     | USA Elec                | Сертификации (количество продаж)                                                                    |
| ---------------------------------------------------------------------------- | -------------------------------------------------------------------------------------------------- | ----------------------- | ----------------------- | ----------------------- | ----------------------- | ----------------------- | ----------------------- | ----------------------- | ----------------------- | ----------------------- | ----------------------- | ----------------------- | --------------------------------------------------------------------------------------------------- |
| 1997                                                                         | Homework - Выпущен: 25 марта 1997 - Лейбл: Virgin Records - Форматы: CD, CS, LP                    | 3                       | 37                      | 9                       | 7                       | 15                      | 34                      | 48                      | 16                      | 8                       | 150                     | —                       | - FRA: платиновый - CAN: 2× платиновый - NED: золотой - UK: золотой - USA: золотой                  |
| 2001                                                                         | Discovery - Выпущен: 13 марта 2001 - Лейбл: Virgin Records - Форматы: CD, CS, LP                   | 2                       | 7                       | 3                       | 1                       | 2                       | 16                      | 5                       | 7                       | 2                       | 23                      | 3                       | - FRA: 3× платиновый - EU: платиновый - AUS: золотой - CAN: золотой - UK: платиновый - USA: золотой |
| 2005                                                                         | Human After All - Выпущен: 14 марта 2005 - Лейбл: Virgin Records - Форматы: CD, CS, LP             | 3                       | 36                      | 11                      | 8                       | —                       | —                       | 38                      | 30                      | 10                      | 98                      | 1                       | - FRA: платиновый - UK: платиновый                                                                  |
| 2013                                                                         | Random Access Memories - Выпущен: 17 мая 2013 - Лейбл: Columbia - Форматы: CD,LP, digital download | 1                       | 1                       | 1                       | 1                       | 1                       | 1                       | 1                       | 1                       | 1                       | 1                       | 1                       | |
| «—» альбом не появлялся в чартах или не был выпущен в соответствующей стране | |                         |                         |                         |                         |                         |                         |                         |                         |                         |                         |                         | |

### Концертные альбомы
| Год  | Подробности альбома                                                           | Высшие позиции в чартах | Высшие позиции в чартах | Высшие позиции в чартах | Высшие позиции в чартах | Высшие позиции в чартах | Высшие позиции в чартах | Высшие позиции в чартах | Высшие позиции в чартах | Высшие позиции в чартах | Высшие позиции в чартах |
| Год  | Подробности альбома                                                           | FRA                     | AUS                     | BEL (FR)                | BEL (NL)                | GER                     | NED                     | SWI                     | UK                      | USA                     | USA Elec                |
| ---- | ----------------------------------------------------------------------------- | ----------------------- | ----------------------- | ----------------------- | ----------------------- | ----------------------- | ----------------------- | ----------------------- | ----------------------- | ----------------------- | ----------------------- |
| 2001 | Alive 1997 - Выпущен: 6 ноября 2001 - Лейбл: Virgin Records - Форматы: CD, LP | 25                      | —                       | —                       | —                       | —                       | —                       | —                       | —                       | —                       | —                       |
| 2007 | Alive 2007 - Выпущен: 20 ноября 2007 - Лейбл: Virgin Records - Форматы: CD    | 1                       | 14                      | 6                       | 6                       | —                       | 47                      | 17                      | 86                      | 169                     | 1                       |

### Сборники
| Год  | Подробности альбома                                                                     | Высшие позиции в чартах | Высшие позиции в чартах | Высшие позиции в чартах | Высшие позиции в чартах | Высшие позиции в чартах | Высшие позиции в чартах | Высшие позиции в чартах | Высшие позиции в чартах | Высшие позиции в чартах | Высшие позиции в чартах | Высшие позиции в чартах |
| Год  | Подробности альбома                                                                     | FRA                     | AUS                     | BEL (FR)                | BEL (NL)                | GER                     | NED                     | SWI                     | UK                      | USA                     | USA Elec                |                         |
| ---- | --------------------------------------------------------------------------------------- | ----------------------- | ----------------------- | ----------------------- | ----------------------- | ----------------------- | ----------------------- | ----------------------- | ----------------------- | ----------------------- | ----------------------- | ----------------------- |
| 2006 | Musique Vol. 1 1993–2005 - Выпущен: 4 апреля 2006 - Лейбл: Virgin Records - Форматы: CD | 1                       | 47                      | 18                      | 38                      | 90                      | —                       | —                       | 34                      | —                       | 6                       |                         |

### Альбомы саундтреков
| Год                                                                          | Подробности альбома                                                                   | Высшие позиции в чартах | Высшие позиции в чартах | Высшие позиции в чартах | Высшие позиции в чартах | Высшие позиции в чартах | Высшие позиции в чартах | Высшие позиции в чартах | Высшие позиции в чартах | Высшие позиции в чартах | Высшие позиции в чартах | Сертификации (количество продаж)             |
| Год                                                                          | Подробности альбома                                                                   | FRA                     | AUS                     | BEL (FR)                | BEL (NL)                | GER                     | NED                     | SWI                     | UK                      | USA                     | USA Elec                | Сертификации (количество продаж)             |
| ---------------------------------------------------------------------------- | ------------------------------------------------------------------------------------- | ----------------------- | ----------------------- | ----------------------- | ----------------------- | ----------------------- | ----------------------- | ----------------------- | ----------------------- | ----------------------- | ----------------------- | -------------------------------------------- |
| 2010                                                                         | Tron: Legacy - Выпущен: 7 декабря 2010 - Лейбл: Walt Disney Records - Форматы: CD, LP | 25                      | 17                      | 20                      | 14                      | 17                      | 83                      | 21                      | 39                      | 4                       | 1                       | - AUS: золотой - FRA: золотой - USA: золотой |
| «—» альбом не появлялся в чартах или не был выпущен в соответствующей стране |                                                                                       |                         |                         |                         |                         |                         |                         |                         |                         |                         |                         |                                              |

### Альбомы ремиксов
| Год                                                                          | Подробности альбома                                                                           | Высшие позиции в чартах | Высшие позиции в чартах | Высшие позиции в чартах | Высшие позиции в чартах | Высшие позиции в чартах | Высшие позиции в чартах | Высшие позиции в чартах | Высшие позиции в чартах | Высшие позиции в чартах | Высшие позиции в чартах |
| Год                                                                          | Подробности альбома                                                                           | FRA                     | AUS                     | BEL (FR)                | BEL (NL)                | GER                     | NED                     | SWI                     | UK                      | USA                     | USA Elec                |
| ---------------------------------------------------------------------------- | --------------------------------------------------------------------------------------------- | ----------------------- | ----------------------- | ----------------------- | ----------------------- | ----------------------- | ----------------------- | ----------------------- | ----------------------- | ----------------------- | ----------------------- |
| 2003                                                                         | Daft Club - Выпущен: 1 декабря 2003 - Лейбл: Virgin Records - Форматы: CD, LP                 | 130                     | —                       | —                       | —                       | —                       | —                       | —                       | —                       | —                       | 8                       |
| 2006                                                                         | Human After All: Remixes - Выпущен: 29 марта 2006 - Лейбл: Toshiba-EMI - Форматы: CD          | —                       | —                       | —                       | —                       | —                       | —                       | —                       | —                       | —                       | —                       |
| 2011                                                                         | Tron: Legacy Reconfigured - Выпущен: 5 апреля 2011 - Лейбл: Walt Disney Records - Форматы: CD | —                       | 64                      | 100                     | 91                      | —                       | —                       | —                       | 59                      | 16                      | 2                       |
| «—» альбом не появлялся в чартах или не был выпущен в соответствующей стране |                                                                                               |                         |                         |                         |                         |                         |                         |                         |                         |                         |                         |

## Синглы
| «The New Wave» / «Assault» / «Alive»                                        | 1994 | —  | —  | —  | —  | —   | —  | —  | —   | —   |                                 | Homework               |
| «Da Funk» / «Musique» / «Rollin' & Scratchin'»                              | 1996 | 7  | 31 | —  | 16 | —   | —  | 33 | 7   | 107 | - SNEP: серебряный              | Homework               |
| «Around the World»                                                          | 1997 | 5  | 11 | 27 | 9  | 16  | 1  | 20 | 5   | 61  | - SNEP: серебряный - ARIA: Gold | Homework               |
| «Burnin'»                                                                   | 1997 | 29 | —  | —  | 20 | —   | —  | —  | 30  | —   |                                 | Homework               |
| «Revolution 909»                                                            | 1998 | 50 | —  | —  | —  | —   | —  | —  | 47  | —   |                                 | Homework               |
| «One More Time»                                                             | 2000 | 1  | 10 | 1  | 8  | 7   | 2  | 26 | 2   | 61  | - ARIA: золотой - BVMI: золотой | Discovery              |
| «Aerodynamic»                                                               | 2001 | 34 | —  | —  | 19 | —   | —  | —  | 110 | —   |                                 | Discovery              |
| «Digital Love»                                                              | 2001 | 33 | 67 | —  | —  | 85  | —  | —  | 14  | —   |                                 | Discovery              |
| «Harder, Better, Faster, Stronger»                                          | 2001 | 17 | —  | —  | —  | —   | —  | —  | 25  | —   |                                 | Discovery              |
| «Face to Face»                                                              | 2003 | —  | —  | —  | —  | —   | —  | —  | —   | —   |                                 | Discovery              |
| «Something About Us»                                                        | 2003 | 93 | —  | —  | —  | —   | —  | —  | 138 | —   |                                 | Discovery              |
| «Robot Rock»                                                                | 2005 | 79 | —  | —  | 12 | 100 | 42 | —  | 32  | —   |                                 | Human After All        |
| «Technologic»                                                               | 2005 | —  | 64 | —  | —  | 82  | —  | 29 | 40  | 116 |                                 | Human After All        |
| «Human After All»                                                           | 2005 | 93 | —  | —  | —  | —   | —  | —  | —   | —   |                                 | Human After All        |
| «The Prime Time of Your Life»                                               | 2006 | —  | —  | —  | —  | —   | —  | —  | —   | —   |                                 | Human After All        |
| «Harder, Better, Faster, Stronger (Alive 2007)»                             | 2007 | 19 | 43 | 1  | —  | —   | —  | —  | —   | —   |                                 | Alive 2007             |
| «Derezzed»                                                                  | 2010 | 81 | 92 | —  | —  | —   | —  | —  | 158 | 103 |                                 | Tron: Legacy           |
| «Get Lucky» (при участии Фаррелла Уильямса)                                 | 2013 | 1  | 2  | 2  | 2  | 1   | 1  | 2  | 1   | 2   |                                 | Random Access Memories |
| «Lose Yourself to Dance» (при участии Фаррелла Уильямса)                    | 2013 | 31 | —  | —  | —  | —   | 17 | 42 | 49  | 103 |                                 | Random Access Memories |
| «Doin' It Right»                                                            | 2013 | 63 | —  | —  | —  | —   | 52 | —  | 193 | 111 |                                 | Random Access Memories |
| «Instant Crush» (при участии Джулиана Касабланкаса)                         | 2013 | 4  | —  | 36 | —  | —   | 17 | 37 | 198 | 116 |                                 | Random Access Memories |
| «Give Life Back to Music»                                                   | 2014 | 23 | —  | —  | —  | —   | —  | 35 | 164 | 113 |                                 | Random Access Memories |
| «—» сингл не появлялся в чартах или не был выпущен в соответствующей стране |      |    |    |    |    |     |    |    |     |     |                                 |                        |

## Видеоклипы
| Год  | Название                                                   | Режиссёр(ы)              | Альбом                   |
| ---- | ---------------------------------------------------------- | ------------------------ | ------------------------ |
| 1996 | «Da Funk»                                                  | Спайк Джонс              | Homework                 |
| 1997 | «Around the World»                                         | Мишель Гондри            | Homework                 |
| 1997 | «Burnin'»                                                  | Себ Йаниак               | Homework                 |
| 1998 | «Revolution 909»                                           | Роман Коппола            | Homework                 |
| 1999 | «Fresh»                                                    | Daft Punk                | Homework                 |
| 2001 | «One More Time»                                            | Казухиса Такеноши        | Discovery                |
| 2001 | «Aerodynamic»                                              | Казухиса Такеноши        | Discovery                |
| 2001 | «Digital Love»                                             | Казухиса Такеноши        | Discovery                |
| 2001 | «Harder, Better, Faster, Stronger»                         | Казухиса Такеноши        | Discovery                |
| 2003 | «Something About Us»                                       | Казухиса Такеноши        | Discovery                |
| 2004 | «Face to Face»                                             | Казухиса Такеноши        | Discovery                |
| 2005 | «Robot Rock»                                               | Daft Punk                | Human After All          |
| 2005 | «Technologic»                                              | Daft Punk                | Human After All          |
| 2006 | «The Prime Time of Your Life»                              | Тони Гарднер             | Human After All          |
| 2006 | «Robot Rock (Daft Punk Maximum Overdrive mix)»             | Daft Punk и Седрик Эрвет | Human After All: Remixes |
| 2007 | «Harder, Better, Faster, Stronger (Alive Radio Edit 2007)» | Оливер Гондри            | Alive 2007               |
| 2010 | «Derezzed»                                                 | Воррен Фу                | Tron: Legacy             |

Примечание: Фактически, все выпущенные на рынок и транслировавшиеся по телевидению видео с альбома Discovery являются частью аниме Interstella 5555. Все песни с альбома Discovery вошли в саундтрек аниме, однако в качестве отдельных видео были выпущены только шесть из них.

## Фильмы
| Год  | Название |
| ---- | --- |
| 1999 | D.A.F.T.: A Story About Dogs, Androids, Firemen and Tomatoes - Выпущен: 15 ноября 1999 - Примечание: Клипы и музыка с синглов Daft Punk времён их первого альбома Homework. |
| 2003 | Interstella 5555: The 5tory of the 5ecret 5tar 5ystem - Выпущен: 1 декабря 2003 - Примечание: Музыкальный аниме-фильм, визуальная реализация альбома Discovery.             |
| 2007 | Daft Punk's Electroma - Выпущен: 6 июня 2007 - Примечание: Полнометражный фильм, режиссёрский дебют Daft Punk, первый фильм без использования музыки коллектива.            |